# Costa Mesa
Costa Mesa è un centro abitato (City) degli Stati Uniti d'America, situato nella contea di Orange dello Stato della California. Nel 2009 la popolazione era di 116 479 abitanti.

## Geografia fisica
Secondo i rilevamenti dello United States Census Bureau, Costa Mesa si estende su una superficie di 40,6 km².